# Marion Power Shovel Company
Marion Power Shovel Company, amerikansk tillverkare av ångdrivna lingrävmaskiner och släpgrävmaskiner grundat 1884. Marion köptes upp av Bucyrus International 1997 men lever kvar som varumärke.

## Modeller

### Ångdrivna lingrävmaskiner
- Marion 90

### Släpgrävmaskiner
Marion Power Shovel Company lanserade sin första släpgrävmaskin 1939.
- Marion 7200 som var Marions första släpgrävmaskin började tillverkas 1939. Den tillverkades både med dieseldrift och eldrift. De första maskinerna hade en skopa på 5 kubikyard (3,8 m³) från en 120 fot (36,5 meter) lång bom, senare maskiner hade en skopa på 7 kubikyard (5,3 m³).[2]
- Marion 7400 tillverkades i mer än 90 exemplar mellan 1940 och 1974. Maskinerna hade en skopa på 11 kubikyard (8,4 m³).[2]
- Marion 7800 började tillverkas 1942. Maskinerna hade en skopa på 30 kubikyard (22,9 m³) från en 186 fot (56,4 meter) lång bom.[2]